# Kelecsényi Csilla
Kelecsényi Csilla (Budapest, 1953. február 4.–) Ferenczy Noémi-díjas magyar iparművész, textilművész. A Magyar Művészeti Akadémia levelező tagja (2012).

## Életútja
A Magyar Iparművészeti Főiskolán végzett gobelin szakon 1976-ban. Az 1970-es évek nagy textiles generációjához tartozott, amelynek tagjai nyaranként főleg a velemi műhelyben alkotottak. Kelecsényi analitikus szemléletű művész feszített és hasított szálkonstrukcióitól kezdve, majd tértextiljeit, performanszait, sőt későbbi papírmunkáit tekintve is. Módszerében gyakorta dekonstruktív, közel áll a konceptualizmushoz. Az 1970-es években természetes anyagokból készült textilkötegeket használt munkáihoz, s egy idő után, főleg az 1980-as évek elején a fekete-fehér színek lettek uralkodóak installációin. Alkotói korszakának első igazi csúcspontja az 1980-as kőszegi kiállításon bemutatott fekete jutaszál kötegekből alkotott installációja volt.
Velem után is számos hazai és nemzetközi művésztelepen alkotott, köztük Móri Nemzetközi Művészkönyv Alkotótelepen, Mór, (1988); Nemzetközi Festészeti Művésztelep, Siófok (1995,1996,1998); Textilművészeti Alkotóműhely, Kecskemét (2004, 2005, 2006, 2007, 2008, 2009, 2010).
Fontana-szerű hasítás-motívumaihoz vegyes technikát is használt, gipszet, gyantát, szurkot, s különféle ragacsos masszákat. Az 1980-as évek közepétől alkotta Angol füzet című sorozatát, melynek darabjai színesebb és líraibb hangvételükkel tűntek ki. Töredékek, bomlás és enyészet benyomását keltik. Gipszöntvényei (Besüppedés, 1981), képei, performanszai (Inside, K-18 Stoffwechel, Kassel) nemzetközileg is sikert arattak, ezek leginkább az expresszív informelhez sorolhatók.
Természet képei című sorozatát az 1990-es évek első felében alkotta, természetes növényi anyagokat rakott merített papírra. Város képek  című sorozata ismét újdonságot jelent,  háromdimenziós relief-festményeket tár elénk. Londoni tanulmányútja során megint új témákkal és új technikákkal jelentkezik, papírlenyomatokat készít városi járdákról, régi gáz- és csatornafedők feliratairól. Egyre inkább a különböző anyagok, tárgyak, képi jelenségek mögötti struktúrákkal és azok megjelenítésével foglalkozik.
Római tanulmányútja során az antik plasztikák, kőfeliratok elmálló felületei ragadják meg, ezekről papírlenyomatokat készít, s ezekből alkotja meg relief-festményeit. Homlokzat című sorozatának nagyvárosi képein (Frankfurt am Main, Róma) építészeti látványtöredékeket jelenít meg montázsképeken, melyeknek meghatározója a festőiség és reliefstruktúra.
Sokoldalú művész, aki egyéni útjain járva eredeti tanult művészetét, a gobelin festést is műveli. Tanítványokat nevel, 1987 óta oktat a Magyar Iparművészeti Főiskolán és különböző magániskolákban. 2006-ban védte meg doktori disszertációját Lágy anyagok a képzőművészetben témában (DLA fokozat). Alkotásait egyéni és csoportos kiállításokon méreti meg hazánkban és külföldön, kiállított műveivel gyakran részesül díjakban, elismerésekben határon innen és túl. Alkotásainak varázsát a mesterségbeli tudáson túl a színek bátorsága és harmóniája, s a sugárzó líraiság adja. Számos közgyűjtemény őrzi munkáit.

## Kiállításai (válogatás)

### Egyéni
- 1978 • Fészek Klub, Budapest
- 1980 • Zwinger (kat.), Kőszeg
- 1981 • Stúdió Galéria, Budapest
- 1982 • Művelődési Központ, (kat.), Veszprém
- 1984 • Fekete Sas Patikamúzeum, Székesfehérvár
- 1985 • Angol füzet (kat.), Helikon Galéria, Budapest
- 1986 • Művelődési Központ, Kiskunfélegyháza
- 1991 • Concourse Gallery, Dundee (Skócia)
- 1992 • Winchester [Alice Kettle-lel] • Fészek Galéria, Budapest (Amy Eshoo-valkat.) • Goldsmith's College, London
- 1993 • Londoni járdák, (kat.), Műcsarnok Palme Ház, Budapest
- 1996 • Mazda-Szabó Autószalon
- 1998 • Fekete Sas Patikamúzeum, Székesfehérvár • BTM Budapest Galéria Lajos utcai kiállítóháza, Budapest
- 1999 • Homlokzat, Budapest Galéria Lajos u., Budapest • Vakolat c. ,Szabadművelődés Háza, Székesfehérvár.
- 2006 • Párhuzamok – Kelecsényi Csilla és Somogyi Pál kiállítása, Keve Galéria, Ráckeve
- 2006 • Szent István Király Múzeum – Rendház, Székesfehérvár
- 2008 • Fészek Galéria, Budapest
- 2010 • Szegénység és rózsák – Kelecsényi Csilla kiállítása, Petőfi Irodalmi Múzeum, Budapest

### Csoportos
- 1976-1978 • 4-5. Fal- és Tértextil Biennálé, Savaria Múzeum, Szombathely
- 1979 • Hungarian Textile, Museum of Contemporary Arts and Crafts, New York
- 1980 • A hetvenes évek művészete, Bercsényi Klub, Budapest • A kéz intelligenciája, Műcsarnok, Budapest
- 1981 • Objektek, szituációk és ellenpontok lágy anyagokkal, Műcsarnok, Budapest • Kemény és lágy, Zichy Kastély • Textilművészet '81, Linz, Bécs
- 1982 • Pool-Art, Fészek Galéria, Budapest • K-18. Stoffwechsel, Kassel • Fiatal Művészek Nemzetközi Biennáléja, Párizs • Exhibition of Hungarian Textiles, Knoxwill (USA) • Finanzbehoerde, Hamburg
- 1983 • Friss Fotó 1980 után, Óbuda Galéria, Budapest • A fátyol, Fészek Galéria, Budapest
- 1984 • Az Új Textil, Szent István Király Múzeum, Székesfehérvár
- 1985 • Olasz-magyar minitextil kiállítás, Palazzo Venezia, Róma • 5. Textiltriennálé, Centralne M. Włókiennictwa, Łódź (Lengyelország) • Minitextilek, Łódź (Lengyelország)
- 1986 • Interart, Poznań
- 1987 • Mágikus művek, Budapest Galéria Lajos u., Budapest • II. Nemzetközi Minitextil Biennálé, Strasbourg
- 1988 • I.T.S., V. Nemzetközi Textil Szimpozion, Graz • Velem – Brüsszel, Budapest Galéria Lajos u., Budapest • Eleven textil, Műcsarnok, Budapest
- 1989 • Brüsszel – Velem, Galerie Mediatine, Brüsszel • Poster Action/ Kunst auf Zeit, Graz • Trama art, Nemzetközi Minitextil K., Barcelona
- 1992 • Papír/Médium, Szépművészet Múzeum, Budapest • Amerikai-Magyar Papírmunkák, Fészek Galéria, Budapest • Budapesti Art Expo *1992, Budapest, Közgazdasági Egyetem
- 1994 • Livre-object Hongrois, Párizsi Magyar Intézet, Párizs • Átlényegült dimenziók, Csók Galéria, Budapest
- 1994-1998 • Nemzetközi Könyvkiállítás, Kongresszusi Központ
- 1995 • Könyv és zene, Zenetörténeti Múzeum, Budapest
- 1996 • California-Budapest, Budapest Galéria, Budapest • Budapesti Art Expo '96, Hungexpo • Nemzetközi Művészkönyv Kiállítás, Moholy Nagy László emlékére, Vigadó Galéria, Budapest • Szabad oldal, Dán Kulturális Intézet, Kecskemét • Libretto, Operaház
- 1997 • Jeles Napok, Vízivárosi Galéria, Budapest • Római Magyar Akadémia • Papír és plasztika, Műcsarnok, Győr • A könyv ideje, Pécsi Kisgaléria
- 1998 • Móri Művésztelep kiállítása, Székesfehérvár • Papíros, Dalmát pince, Szentendre • Artists Book Fair, Barbican Center, London • Écriture, Champs-Elysées, Párizs • Csend, Vigadó Galéria, Budapest
- 2006 • 25 éves a Smohay-Alapítvány, Csók István Képtár (Szent István Király Múzeum), Székesfehérvár
- 2009 • Megvalósult művek 2009 – Az NKA Iparművészeti Szakmai Kollégiuma által támogatott iparművészeti alkotások bemutatása, Iparművészeti Múzeum, Budapest
- 2012 • Lényegi rajzok 11 művésztől, Nemzeti Táncszínház Kerengő Galériája, Budapest • Kelecsényi Csilla, Luzsicza Árpád, Ványai Magdolna – a Magyar Vízfestők Társasága tagjainak kiállítása, Répce Galéria, Répcelak
- 2012 • Számítóképek 11: LEDA – Ligeti Erika Digitális Alkotóműhely, Vízivárosi Galéria, Budapest

## Művei közgyűjteményekben (válogatás)
- Magyar Nemzeti Galéria, Budapest
- Művelődési Minisztérium, Budapest
- Szent István Király Múzeum, Székesfehérvár
- Savaria Múzeum, Szombathely
- Modern Múzeum, Łódź
- Modern Múzeum, Szczecin

## Társasági tagság (válogatás)
- Magyar Alkotóművészek Országos Egyesülete (1976 óta)
- Velemi Textilművészeti Alkotóműhely, Velem (1977, 1978, 1979, 1981)
- Magyar Képző és Iparművészek Szövetségének és a Magyar Alkotóművészek Országos Egyesületének tagja (1980 óta)
- Magyar Papírművészek Társasága tagja (1997 óta)
- Magyar Művészkönyvalkotók Társaságának tagja, a londoni kiállítások kurátora
- Kárpitművészek Egyesületének tagja (1997 óta)
- Kulturális Alapítvány a Textilművészetért elnöke (2003-2008), kuratóriumi tag (2002-2009)
- Magyar Elektrográfiai Társaság tagja (2010 óta)

## Díjak, elismerések (válogatás)
- Smohay-díj (1983)
- Ferenczy Noémi-díj (1997)